# Каное з Пессе
Каное з Пессе (нід. Kano van Pesse) —  човен-довбанка, знайдений в Нідерландах, найдавніший знайдений човен у світі. Виявлений в 1955 р. у болотистому ґрунті в селищі Пессе поблизу міста Гогевен, провінція Дренте. Радіовуглецевим методом датується близько 8040—7510 рр. до н. е.

## Опис

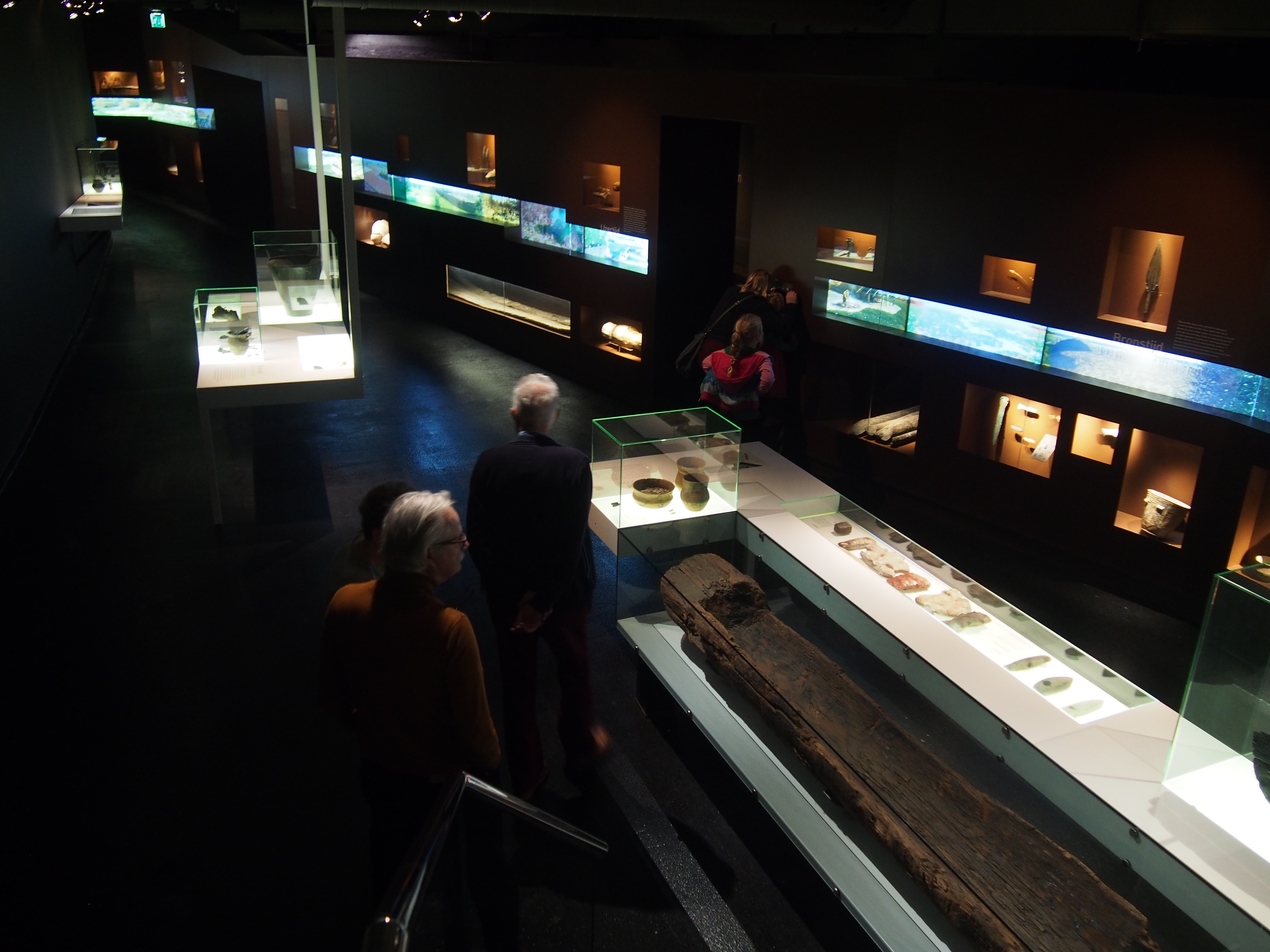
Каное з Пессе в експозиції історичного музея в Дренте

Розміри каное становлять 298 см x 44 см. Човен виготовлений з деревини сосни звичайної, обробленої сокирами з кременю або рогу оленя. Човном користувалися досить тривалий час, після чого він затонув у болоті.
У зв'язку з критичними публікаціями, в яких стверджувалося, що знайдений предмет не міг бути човном, оскільки був непридатний для плавання, в 2001 р. археологи провели експеримент, створивши репліку човна й успішно перевіривши його на плавучість в озері біля села Віттефеен поблизу м. Ассен. Каное виставлено для демонстрації в експозиції історичного та художнього музею Дренте у м. Ассен.